# موسسه تحقیقات زیست‌پزشکی وایتهد
مؤسسهٔ تحقیقات زیست‌پزشکی وایتهد (انگلیسی: Whitehead Institute) یک مؤسسه تحقیقاتی غیرانتفاعی واقع در کمبریج، ماساچوست، در ایالات متحده آمریکا است که به بهبود سلامت انسان از طریق تحقیقات اولیه زیست پزشکی اختصاص دارد. این موسسه به‌عنوان یک نهاد مستقل مالی از مؤسسه فناوری ماساچوست (اِم‌آی‌تی) تأسیس شد؛ جایی که ۱۹ عضو آن همگی در بخش زیست‌شناسی MIT یا بخش مهندسی زیستی MIT انتصاب هیئت علمی دارند. از سال ۲۰۲۳، روث لمان مدیرعامل آن است. او جانشین دیوید سی پیج شد.